# Biserica Sfântul Anton de Padova din Constanța
Biserica „Sfântul Anton de Padova” este un monument istoric și de arhitectură din Constanța. Edificiul a fost construit în anul 1938 (1935 conform CIMEC) după planurile arhitectului Romano de Simon (1900-1981). Are o arhitectura specifică nordului Italiei. Contraforturile și motivele geometrice sunt în stil romanic din sec. al XIII-lea.

## Descriere
STILUL: neoromanic, specific bisericilor din nordul Italiei, din cărămidă aparentă (exterior și interior), cu acoperiș din olane turcești, la început, acum țiglă.
DIMENSIUNI: lungime - 25 m; lățime - 14 m; înălțime - 16 m; campanila (turnul), înălțime - 32 m; absida bisericii, la interior - 7 m; rozasa (rozeta), diametru - 5 m.
BAZILICA are trei navate, cu empore pe navele laterale; pe crucieră se ridică cupola, hexagonală la exterior, cu interiorul circular având un diametru de 7 m.
CTITORUL Bazilicii „Sfântul Anton de Padova” (anul 1938): PR. EMANOIL KREIS (1894-1964) Paroh de Constanța (1935-1951). S-a născut la 31 august 1894, la Karamurat (în prezent Mihail Kogălniceanu, jud. Constanța), într-o familie de germani dobrogeni catolici. A studiat în Seminarul arhiepiscopal București și la Colegiul De Propaganda Fide din Roma, unde a fost sfințit preot, la 19 aprilie 1919. A fost vicar și paroh, profesor și director de liceu, slujind o  vreme și în curia Arhiepiscopiei Romano-Catolice București. În vara anului 1935 a fost numit paroh și decan (protopop) de Constanța, misiune pe care a împlinit-o până în noiembrie 1951. A murit la Craiova, în timpul activității, la 4 iunie 1964 și a fost înhumat în cimitirul catolic din localitate.
CRONOLOGIE 1935 – 2013:
1935 – este numit paroh de Constanța Pr. Emanoil Kreis (1935-1951), ctitorul actualei bazilici romano-catolice din anticul Tomis.
1935, august 9 – se alege Patronul noii biserici: „Sfântul Anton de Padova”.
1936-1937 – se strâng fonduri pentru construirea bisericii; se caută un nou amplasament (idee la care se va renunța); se duc tratative cu mai mulți arhitecți renumiți, pentru întocmirea planurilor.
1938, aprilie-decembrie – se demolează vechea biserică  (construită în anul 1886 și mărită în 1898, pe locul primei capele care data din 1869) și se construiește actuala bazilică.
1938, iunie 19 –  Alexandru Theodor Cisar, arhiepiscop și mitropolit de București, împreună cu un sobor de preoți, cu  mare solemnitate sfințește piatra fundamentală a bisericii.
1938, advent / după 12 decembrie
– după o sfințire simplă (biserica nu avea încă pardoseală, altare fixe și mobilier adecvat), se celebrează prima Sfântă Liturghie în noul lăcaș.
1939 – continuă lucrările de dotare și mobilare a bisericii: se execută altarele, ferestrele, pavimentul etc.
1940 – pe fondul crizei mondiale provocate de război și din cauza datoriilor acumulate, proiectul nu poate fi
finalizat în totalitate.
1944, septembrie 1 – trupele sovietice ocupă cartierul „Ovidiu”; începând din 20 septembrie accesul catolicilor în Bazilica „Sfântul Anton” este interzis; în următorii ani biserica va fi vandalizată, majoritatea obiectelor sacre fiind distruse sau dispărând fără urmă.
1947, după 7 octombrie –
catolicii reintră în posesia bisericii, după aprobarea dată de Biroul de Rechiziții al Primăriei Constanța și avizul comandantului trupelor sovietice de ocupație.
1950-1951 – cu fonduri modeste de la stat, obținute cu mare dificultate, aproape de încheierea exercițiului bugetar, Pr. Emanoil Kreis face câteva reparații de urgență.
1951 nov. 25-1955 mai 29 – Bazilica se află din nou în părăsire. Numărul mic al enoriașilor
rămași după repatrierea etnicilor germani, refuzul statului de a oferi ajutoarele necesare refacerii, sărăcirea populației și represiunea regimului comunist, aflată la apogeu, fac imposibilă continuarea reparațiilor. 
1955 mai 29-august 14 – curățirea generală a lăcașului și
reparații urgente, făcute mai ales cu muncă voluntară, prin grija Pr. paroh
Emil Hausotter. Pe 15 august se celebrează din nou în Bazilică, după o
întrerupere  aproape 11 ani.
1956 și anii următori – continuă reparațiile, lucrările de
completare a mobilierului și de întreținere (Pr. E. Hausotter și Pr. Constantin Hausner).
1984-1985 – se realizează altarul, din marmură (în formă de barcă), windfang-ul (intrarea în biserică) și
lambriul  din prezbiter, în timpul păstoririi  Pr. Gonciu Iosif, ajutat de Pr. Petrișor Aurel, vicar parohial.
2010 – biserica este dotată cu un nou sistem de încălzire (Pr. Ștefan Ghența).
2012 – este refăcut acoperișul, în întregime; se schimbă  crucea  de  pe turnul  campanilei; se instalează paratrăsnetul etc. (Pr. Ieronim Iacob).
2013 oct. – se realizează icoana, în mozaic, cu patronul bisericii situată deasupra ușii de la intrare (opera firmei „Art Georgies” din Iași).

## Hram
Patronul bisericii este Sfântul Anton de Padova, sărbătorit pe data de 13 iunie.

## Imagini

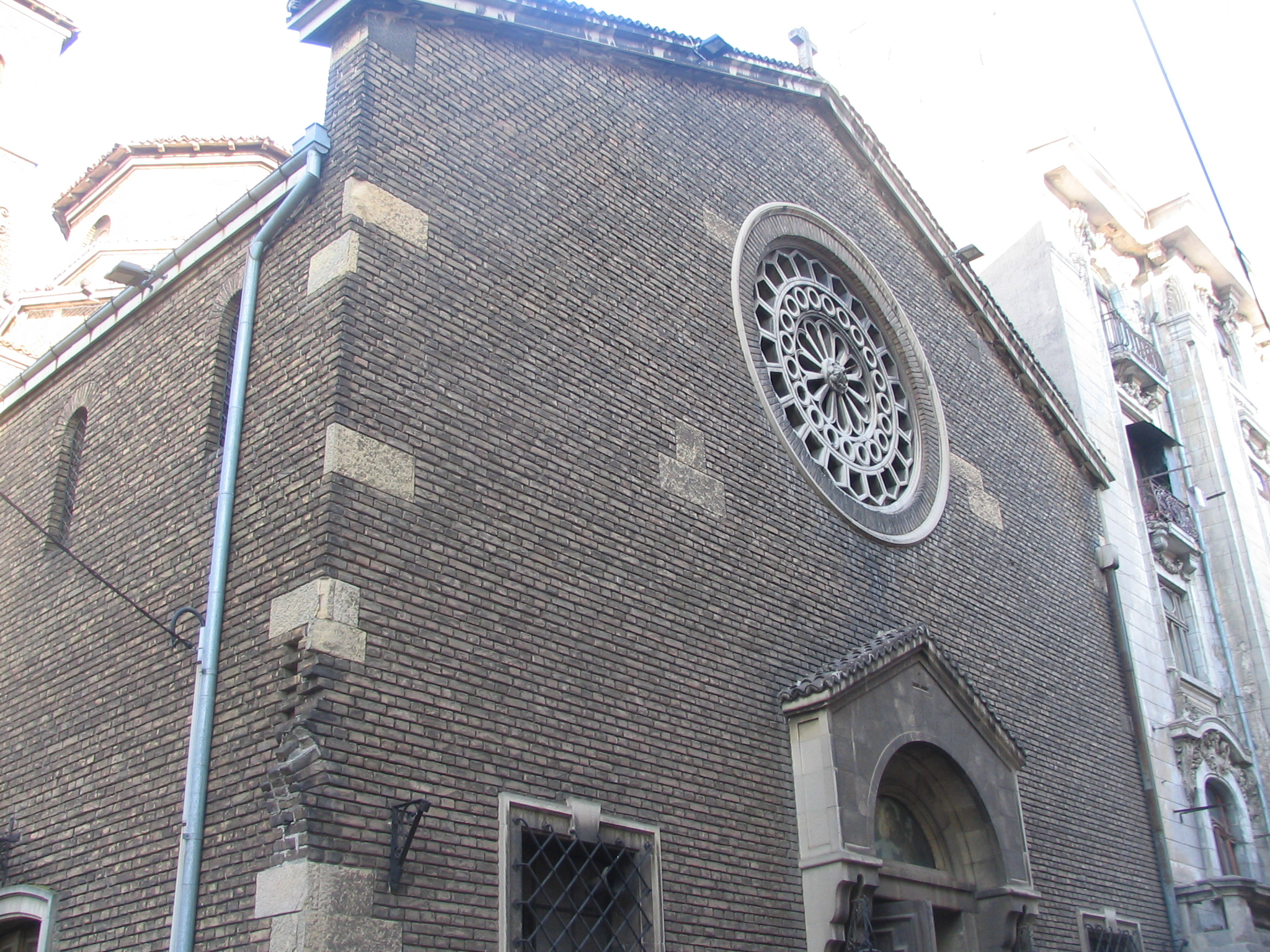
Bazilica cu fațada principală și rozeta
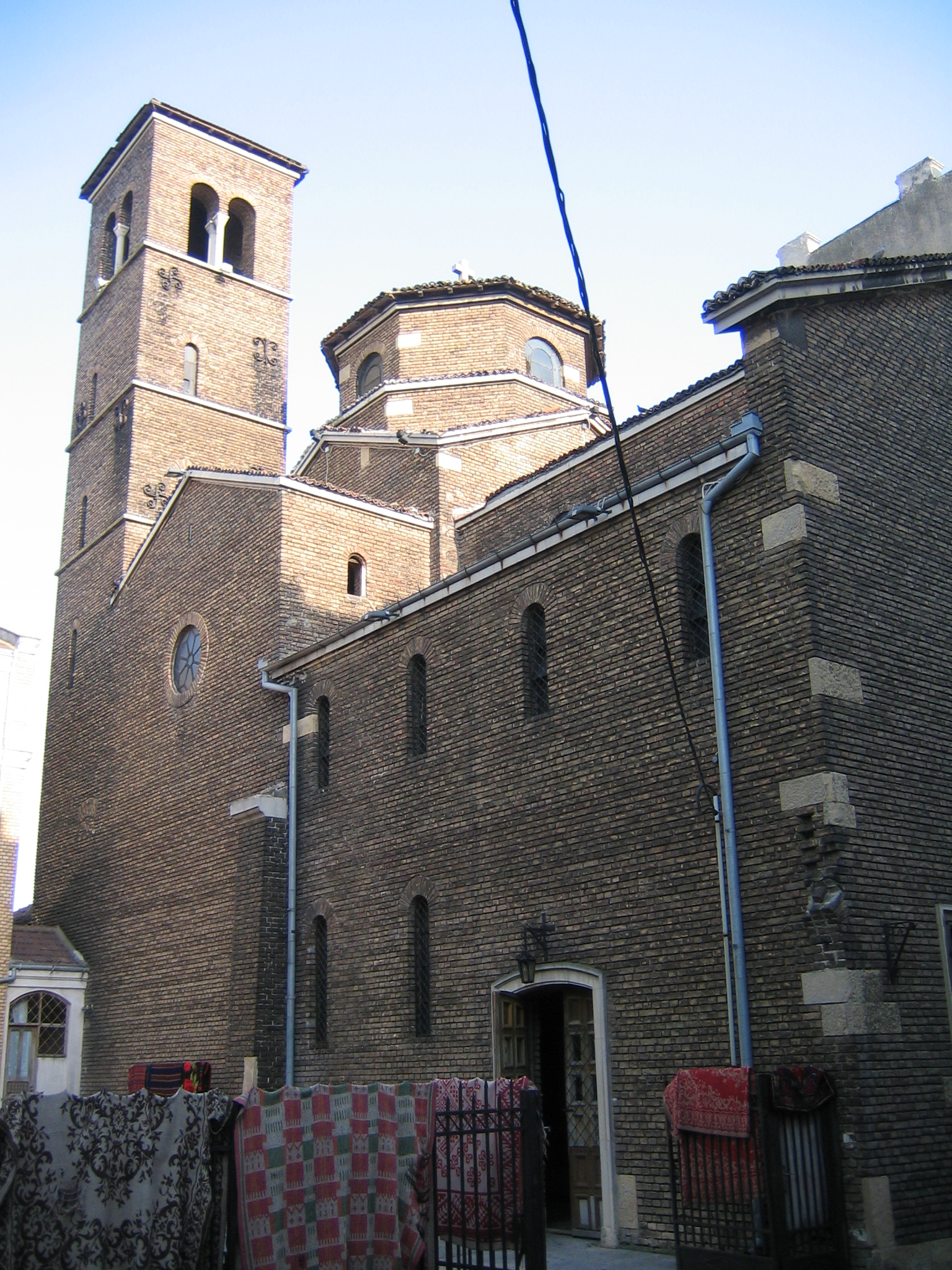
Vedere laterală cu campanila
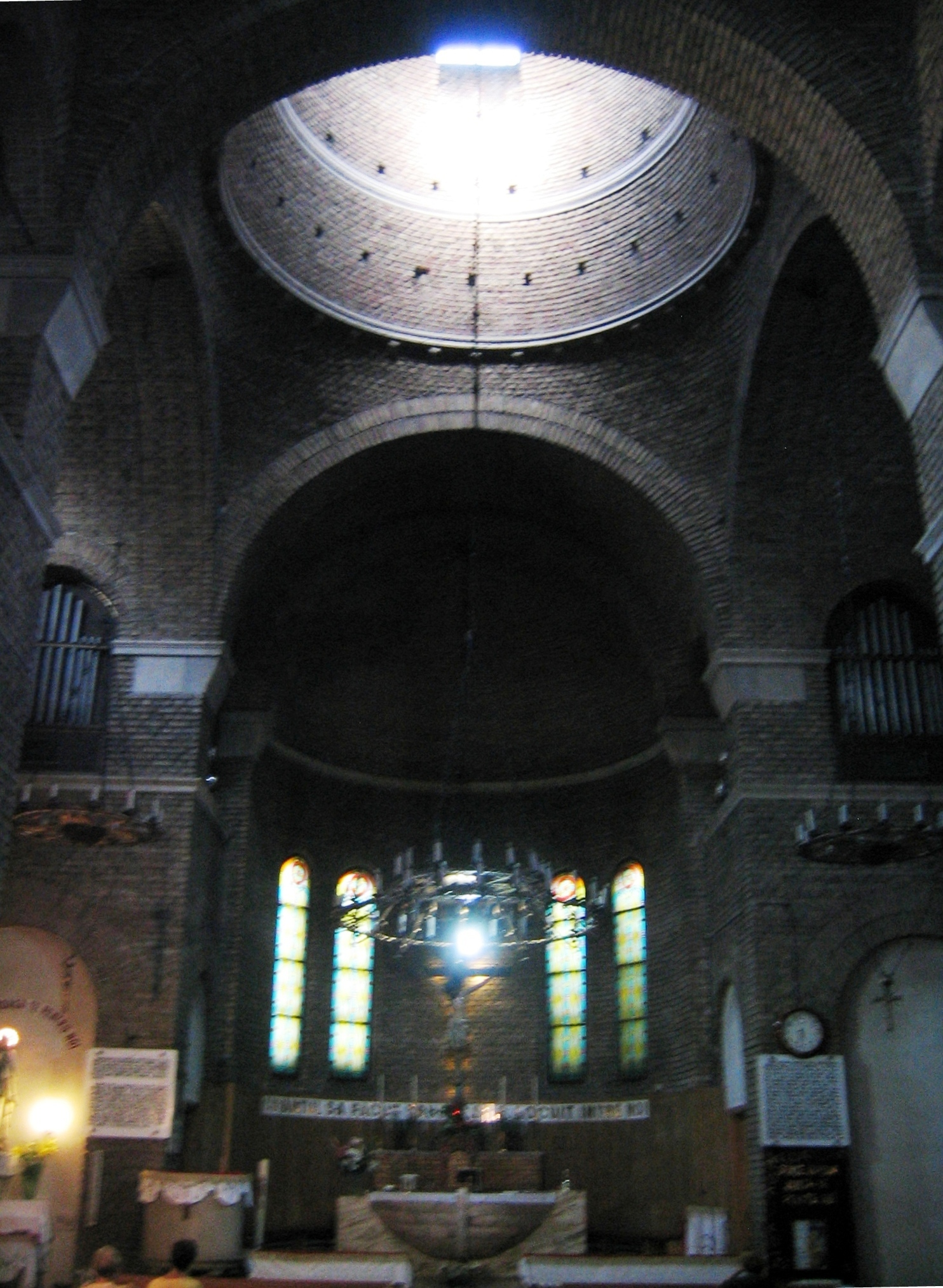
Interior. Altarul și cupola
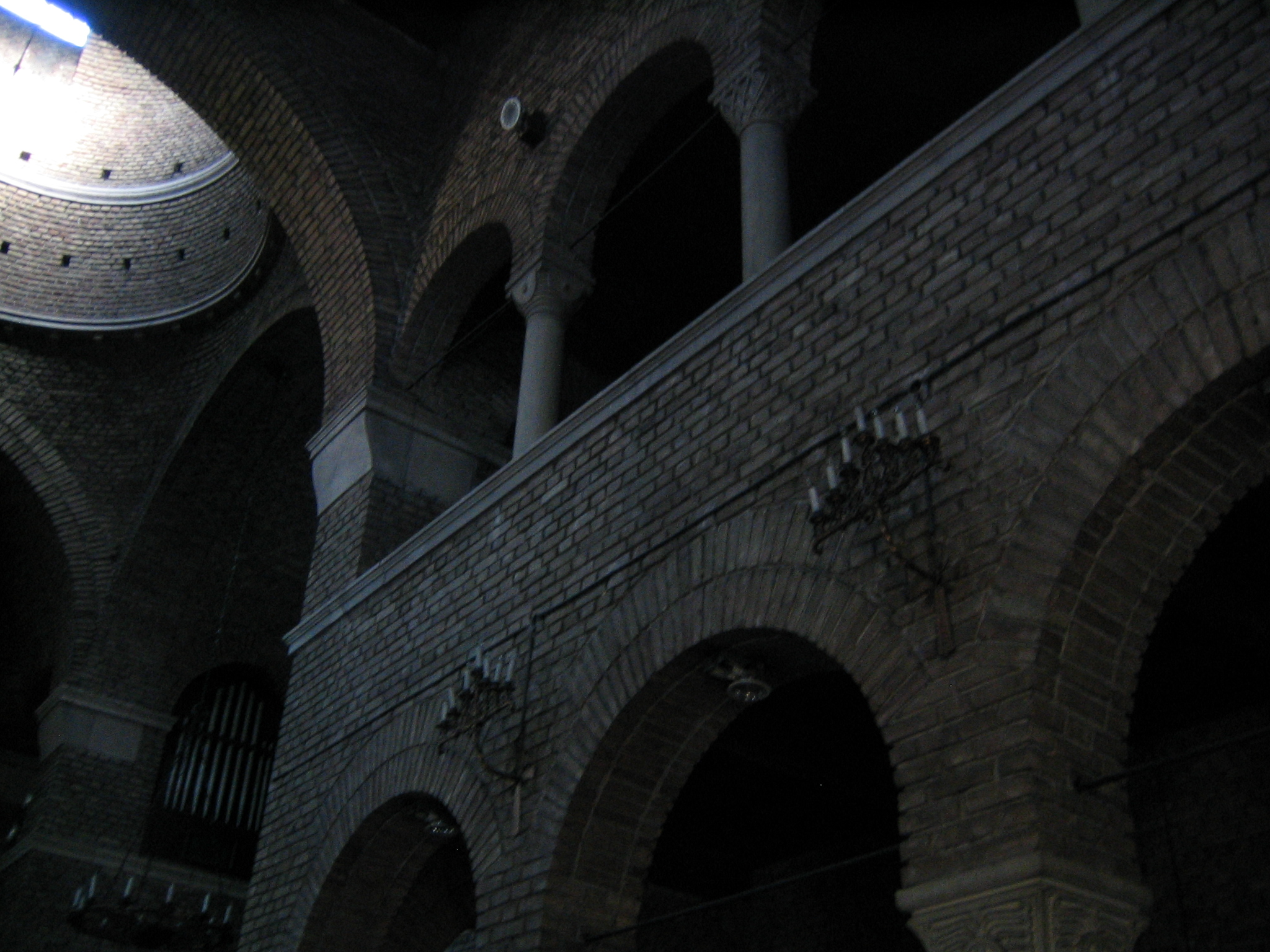
Galerie laterală susținută de coloane